# Сергий (Смирнов)
Епи́скоп Се́ргий (в миру Алекса́ндр Ви́кторович Смирно́в; 19 августа 1883, Санкт-Петербург — 16 августа 1957, Могилёв) — епископ Русской православной церкви, епископ Смоленский и Дорогобужский.

## Биография
Родился 19 августа 1883 года в Санкт-Петербурге, в семье диакона одной из столичных церквей.
В 1908 году окончил Санкт-Петербургскую Духовную семинарию по второму разряду, после чего был учителем начальной школы.
В сентябре 1910 года его посвятили в сан диакона, в том же году — во пресвитера к Свято-Димитриевской церкви Моложанского погоста Лужского уезда Петербургской епархии
В 1914 году переведён настоятелем в Покровскую церковь села Подбережье Новоладожского уезда. Здесь он принимал активное участие в общественной жизни, состоял членом Новоладожского Комитета Красного Креста.
В 1919 году назначен настоятелем Свято-Николаевской церкви в селе Ястребино Ямбургского уезда и благочинный Волосовского района Петроградской (впоследствии Ленинградской) епархии. Служил в этом храме пока не ушёл за штат в 1939 году.
В 1941 году эвакуировался из Ленинграда в Иркутск, где работал каталогизатором в научной библиотеке Иркутского Государственного университета.
По возвращении из эвакуации служил на приходах Калининской епархии.

### Архиерейство
20 июля 1944 года прибыл в Москву по приглашению патриархии. 16 ноября 1944 года в Москве пострижен в монашество с именем Сергий. 19 ноября того де года хиротонисан во епископа Смоленского и Дорогобужского.
Занимался восстановлением церковной жизни, приостановившейся после оккупации. Его патриотизм был отмечен советским правительством, удостоившим в 1947 году епископа Сергия медали «За доблестный труд в Великой Отечественной войне 1941—1945 годов».
5 апреля 1955 года был почислен на покой согласно прошению.
Алексей Осипов так озывается о нём: «старенький, милый, приятный человек, хотя духовным и подвижником его назвать было трудно. Очень показательна была его кончина — он все время озирался вокруг себя и повторял: „Всё не то, всё не так“».
Скончался 16 августа 1957 года. Погребен на Воскресенском кладбище.